# Philippe Hamon
Pour les articles homonymes, voir Hamon.
 (juin 2016).
Si vous disposez d'ouvrages ou d'articles de référence ou si vous connaissez des sites web de qualité traitant du thème abordé ici, merci de compléter l'article en donnant les références utiles à sa vérifiabilité et en les liant à la section « Notes et références ».
Philippe Hamon, né le 5 octobre 1940, est un essayiste, critique littéraire et professeur des universités français. Professeur émérite depuis 2004 de l'université Sorbonne Nouvelle - Paris 3, il est spécialiste de la théorie littéraire et auteur d'essais sur la poétique du récit (notamment sur le statut du personnage de fiction, la description et l'ironie) et sur l'esthétique, la stylistique et le contexte culturel et inter-sémiotique de l'écriture réaliste et naturaliste au XIXe siècle. Son approche des phénomènes littéraires est, globalement, d'inspiration structuraliste.

## Biographie
Né en 1940, Philippe Hamon a fait des études supérieures à la faculté des lettres de Paris. 
Il est agrégé de l'université en 1966 et docteur d'État en 1981. Il a enseigné la stylistique, la théorie littéraire et l'histoire littéraire du XIXe siècle à l'université Rennes-II, puis à l'université Sorbonne-Nouvelle.
Il a été vice-président de l'université Sorbonne-Nouvelle et président de la 9e section (Langue et littérature françaises) du Conseil national des universités (CNU).
Il a dirigé le Centre Zola (CNRS-ITEM) et fait partie des membres du Centre de recherches sur les poétiques du XIXe siècle (CRP19). 
Succédant à Max Milner et à Stéphane Michaud, il a été de 2004 à 2012 le président de la Société des études romantiques et dix-neuviémistes (SERD).
Il a été le directeur de nombreuses thèses concernant l'histoire littéraire et culturelle du XIXe siècle qui ont fait l'objet de publications (Daniel Compère, Daniel S. Larangé, Dominique Pety, Chantal Pierre-Gnassounou, Georges Kliebenstein, Vincent Jouve, Olivier Lumbroso, Boris Lyon-Caen, Philippe Ortel, Marie-Ange Voisin-Fougère...).
Membre du conseil de rédaction des revues : Poétique, Les Cahiers naturalistes, Romantisme.
Il a enseigné comme professeur invité dans plusieurs universités étrangères (Ann Arbor, Yale, Montréal, San Diego, Le Caire, Helsinki...) et est l'auteur de nombreux articles, publiés dans diverses revues françaises et étrangères et traitant de problèmes de théorie littéraire ou concernant des écrivains du XIXe siècle (Balzac, Zola, Taine, Maupassant, Rimbaud, Robida...).
Des recueils de ses articles ont été publiés en italien, en portugais, en néerlandais, et certains essais traduits en anglais , en grec , en japonais et en arabe.
Il est membre du conseil d'administration de la Société littéraire des amis d'Émile Zola.
Un volume de mélanges lui a été consacré sous la direction de Vincent Jouve et d'Alain Pagès, Les Lieux du réalisme (Paris, Presses de l'Université de la Sorbonne Nouvelle, 2005), avec des contributions d'Henri Mitterand, Jacques Dubois, Antoine Compagnon, Peter Brooks, Pierre-Louis Rey, Jean-Louis Cabanès... Cet ouvrage contient une bibliographie complète de ses publications (jusqu'à 2004).

## Ouvrages
- Pour un statut sémiologique du personnage (revue Littérature, 1972 ; réédité dans Poétique du récit, Seuil, 1977)
- Du Descriptif (Hachette, 1981; 1993)
- Le Personnel du roman (Genève, Droz, 1983 ; réédition 1998)
- Texte et idéologie (PUF, 1984 ; réédition 1996)
- La Description littéraire (Macula, 1991)
- La Bête humaine de Zola (Foliothèque, Gallimard, 1994)
- Expositions, Littérature et architecture au XIXe siècle (Corti, 1995) (traduit en anglais, USA)
- L'Ironie littéraire, essai sur les formes de l'écriture oblique (Hachette, 1996)
- Dictionnaire Le Robert des grands écrivains de langue française (Paris, Le Robert, 2000)
- Dictionnaire thématique de la littérature de mœurs au XIXe siècle (en collaboration avec A. Viboud, Presses de la Sorbonne Nouvelle, 2003. Nouvelle version augmentée, 2 volumes, en 2008).
- Imageries, littérature et image au XIXe siècle (Corti, 2001 ; édition revue et augmentée de quatre chapitres, 2007)
- Le signe et la consigne, essai sur la genèse de l’œuvre en régime naturaliste, Zola (en collaboration avec O.Lumbroso, H. Mitterand, A. Pagès, Ch. Pierre-Gnassounou- Genève, Droz, 2009)
- Puisque réalisme il y a (Genève, La Baconnière, 2015) (recueil d'articles)
- Rencontres sur tables et choses qui traînent, de la nature morte en littérature (Genève, Droz, 2018)
- Préfaces ou Dossiers à plusieurs éditions, en Livre de Poche ou chez d'autres éditeurs, de romans de Goncourt (Chérie, en collaboration avec Jean-Louis Cabanès) ou de Zola (Thérèse Raquin, La faute de l'Abbé Mouret, Le Ventre de Paris, La Joie de vivre, Son Excellence Eugène Rougon).
- ...Et merde pour le roi d'Angleterre, Stéréotypes xénophobes en Europe,  en collaboration avec Yves Plasseraud (Presses universitaires de Rennes, 2023)
- Dictionnaire littéraire de la scatologie (en collaboration avec Marie-Ange Fougère), Paris, Garnier, 2024.